# Coleophora macrobiella
Coleophora macrobiella é uma espécie de mariposa do gênero Coleophora pertencente à família Coleophoridae.